# Vilgelm Vitgeft

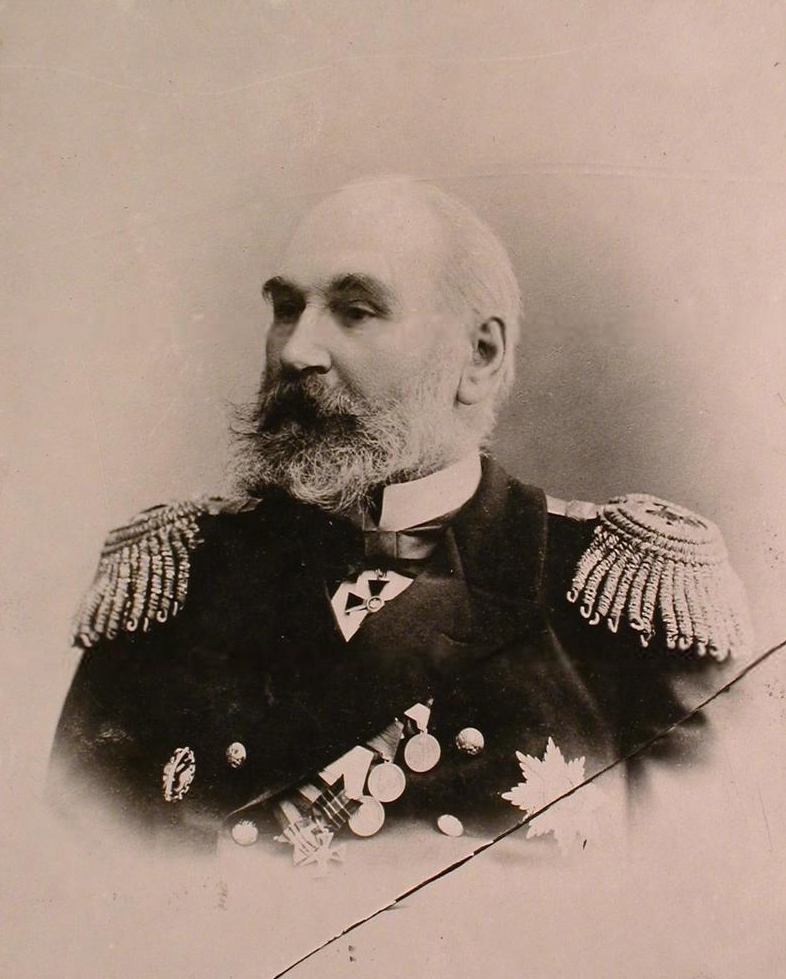
Vilgelm Vitgeft

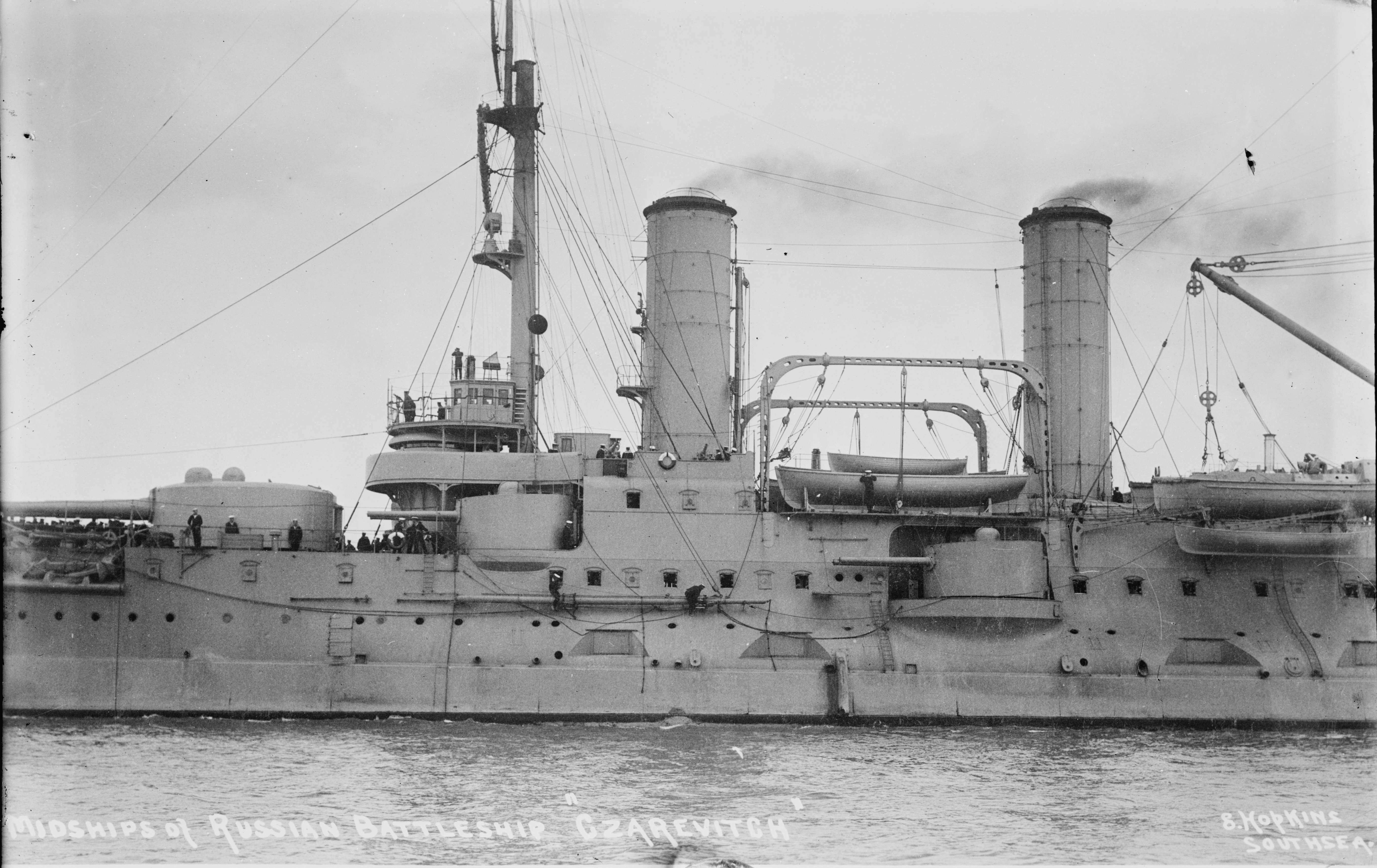
Vlaggenschip Tsesarevitsj

Vilgelm Karlovitsj Vitgeft (Russisch: Вильгельм Карлович Витгефт, Duits: Wilhelm Withöft) (Odessa, 14 oktober 1847 – Gele Zee, 10 augustus 1904) was een admiraal van de Russische Keizerlijke Marine die vocht in de Russisch-Japanse Oorlog.

## Beginjaren
Vitgeft had Duitse voorouders. Hij studeerde in 1868 af aan het Russisch Zeekadetten korps. Hij voer rond de wereld met de klipper Vsadnik. In 1873 werd hij luitenant. Van 1875 tot 1878 specialiseerde hij zich in kanonnen en zeemijnen. Hij diende bij de Baltische Vloot. In 1885 kreeg hij het bevel over de kanonneerboot Groza. Nadien werd hij inspecteur voor het technisch comité van de marine en assistent hoofdinspecteur voor zeemijnen.
In 1892 kreeg Vitgeft het bevel over de kruiser Vojevoda.

## Bokseropstand
Op oktober 1899 werd Vitgeft schout-bij-nacht bij de Russische Pacifische Vloot.
Hij sloeg de bokseropstand mee neer onder  Jevgeni Ivanovitsj Aleksejev, waarvoor hij de Orde van Sint-Stanislaus ontving.

## Port Arthur
Bij uitbraak van de Russisch-Japanse Oorlog in 1904 werd Vitgeft hoofd van het hoofdkwartier van de marine in het verre oosten. Na de dood van admiraal Stepan Makarov werd Vitgeft commandant van het eerste pacifisch eskader, dat te Port Arthur door de Japanners geblokkeerd lag. 
Onderkoning admiraal Aleksejev wilde agressief uitbreken naar Vladivostok. Vitgeft wou voor anker blijven liggen en alleen met de kanonnen artilleriesteun bieden aan de gevechten op land.
Vitgeft wou wachten tot de Baltische Vloot zou aankomen. Aleksejev kreeg gelijk van tsaar Nicolaas II van Rusland in Sint-Petersburg.

## Slag op de Gele Zee
Op 10 augustus 1904 om 16.15 uur leidde Aleksejev aan boord van zijn slagschip Tsesarevitsj zijn vloot uit de haven. Achter hem voeren de slagschepen Retvizan, Pobeda, Peresvet, Sevastopol en Poltava, de pantserkruisers Askold, Diana, Novik en Pallada en 14 torpedobootjagers. De vloot van Admiraal Heihachiro Togo onderschepte de schepen. Om 18.40 uur doodde een 305mm-granaat van de Asahi met een treffer op de brug Vitgeft en zijn staf. Door de inslag draaide het roer van de Tsesarevich in de richting van de haven, wat de andere schepen verwarde.  Vijf slagschepen, een kruiser en negen torpedobootjagers keerden terug naar Port Arthur. De beschadigde Tsesarevitsj en drie torpedobootjagers voeren naar Tsingtao, waar de Britten ze aan de ketting legden.